# أورسولا مارفن
أورسولا مارفن (بالإنجليزية: Ursula B. Marvin) هي جيولوجية أمريكية، ولدت في 20 أغسطس 1921 في برادفورد في الولايات المتحدة، وتوفيت في 12 فبراير 2018 في كونكورد في الولايات المتحدة.